# Andenes (budownictwo)
Andenes - dawna technika budowy (bez użycia zaprawy) kamiennych tarasów rolniczych na bardzo stromych stokach górskich Andów. Umożliwiała zagospodarowanie zboczy o nachyleniu do 60° (np. wybrzeża jeziora Titicaca, okolice miasta Cuzco, Machu Picchu).